# پرستون استرجیس
پرستون استرجیس (انگلیسی: Preston Sturges; ‎/ˈstɜːrdʒɪs/‎;؛ زاده ۲۹ اوت ۱۸۹۸ درگذشته ۶ اوت ۱۹۵۹) یک کارگردان اهل ایالات متحده آمریکا بود. وی بین سال‌های ۱۹۲۸ تا ۱۹۵۶ میلادی فعالیت می‌کرد.

## بخشی از فیلمشناسی
- مرد نامرئی (تنها نویسنده، در عنوان بندی نیامده) (۱۹۳۳)
- قدرت و جلال (تنها فیلم‌نامه) (۱۹۳۳)
- مرد نامرئی (فیلم ۱۹۳۳) (تنها فیلم‌نامه) (۱۹۳۳)
- توئنتی‌اث سنچری (تنها نویسنده، در عنوان بندی نیامده) (۱۹۳۴)
- به دلت بد نیار (تنها فیلم‌نامه) (۱۹۳۹)
- مک‌گینتی بزرگ (۱۹۴۰)
- بانو ایو (۱۹۴۱)
- سفرهای سولیوان (۱۹۴۱)
- داستان پالم بیچ (۱۹۴۲)
- گناه هارولد دیدلباک (۱۹۴۷)

## جوایز و افتخارات
- برنده جایزه اسکار بهترین فیلم‌نامه غیراقتباسی (۱۹۴۰) بخاطر فیلم مک‌گینتی بزرگ
- نامزد جایزه اسکار بهترین فیلم‌نامه غیراقتباسی (۱۹۴۴) بخاطر فیلم‌های The Miracle of Morgan's Creek و Hail the Conquering Hero